# Spreewaldkrimi: Tote trauern nicht
Tote trauern nicht ist ein deutscher Fernsehfilm von Jan Fehse aus dem Jahr 2022. Er ist der vierzehnte Film aus der Kriminalfilmreihe Spreewaldkrimi mit Christian Redl in der Hauptrolle des Ermittlers Thorsten Krüger. Ihm zur Seite stehen Polizeihauptkommissar Martin Fichte, der von Thorsten Merten verkörpert wird, und die von Alina Stiegler gespielte Beamtin Luise Bohn. Krüger, der sich aus privaten Gründen endgültig aus dem aktiven Dienst verabschiedet und in den Spreewald zurückgezogen hat, findet eines Morgens an einer Schleuse die Leiche des Umweltaktivisten Chris Wenzel (Remo Schulze). Die weiteren Haupt-Gaststars dieser Folge sind Sophie Lutz, Jan Krauter, Miri Sommer, Benito Bause, Claudia Geisler-Bading, Leonard Kunz und Rita Feldmeier.  
Der Film wurde erstmals am 28. März 2022 im ZDF im Rahmen der Reihe „Fernsehfilm der Woche“ ausgestrahlt. Das ZDF schrieb zur Erstausstrahlung, es handele sich um „eine facettenreiche Geschichte über den Verlust. Die typische verschachtelte ‚Spreewaldkrimi‘-Dramaturgie folg[e] dem Thema Abschied des Vorgängerfilms“.  

## Handlung
Thorsten Krüger fühlt sich immer noch sehr mitgenommen vom Tod seiner Freundin Dr. Marlene Seefeldt, die ihm in Visionen immer wieder gegenwärtig erscheint. Nach dem Trauerfall hat er sich nun endgültig aus dem aktiven Polizeidienst zurückgezogen und verlebt seine ihm noch verbleibende Zeit in seinem Bauwagen im Spreewald. Eigentlich hat er sich geschworen, mit Mord und Totschlag nichts mehr zu tun haben zu wollen, bis er an einem Morgen eine junge männliche Leiche im Fließgewässer nahe einer Schleuse erblickt. Er zieht seinen ehemaligen Kollegen Martin Fichte zu Rate, der mit der jungen Kriminalkommissarin Luise Bohn, die nach ihrer Ausbildung in ihre Heimat zurückgekommen ist, gemeinsam am Tatort eintrifft. 
Bei den Ermittlungen stellt sich heraus, dass es sich bei der Leiche um den Umweltaktivisten und Naturschützer Chris Wenzel handelt, der sich in der näheren Umgebung nicht gerade viele Freunde gemacht hat. Der Wasserwerker war ein entschiedener Gegner eines Projekts am Cottbuser Ostsee. Auf einem verborgenen Grundstück, so vermuten die Kommissare, sei er ermordet worden, bevor sein lebloser Körper ins Gewässer geschmissen wurde. Das entsprechende Grundstück steht im Besitz von Jasmin und Gerald Heyse, deren damals sechsjährige Tochter Marie dort den Tod fand, als sie sich in einem Fischkasten versteckte. Fichte und Bohn halten das Ehepaar Heyse für tatverdächtig.
Bei der Obduktion Wenzels stellt man Holzsplitter unter seinen Fingernägeln fest, was Fragen aufwirft. Der in Berlin lebende Wenzel, der vor drei Jahren bereits einmal längere Zeit im Spreewald verbracht hatte, war erst einen Tag zurück, als man ihn tot im Wasser fand. Unabhängig voneinander begegnen sich Krüger sowie Fichte und Bohn auf dem Grundstück der Heyses mit dem unglückseligen Fischkasten wieder. War auch Chris Wenzel darin eingeschlossen? Hat er deswegen Holzsplitter unter den Nägeln? Ist es ein Zufall, dass Wenzel an einem 23. April umgekommen ist, ebenso wie damals Marie?
Wenzel wurde seinerzeit von Marie zu ihrem Geburtstag eingeladen und spielte auf dem am Wasser liegenden Grundstück Verstecken mit dem Kind. Marie kam auf die verhängnisvolle Idee, sich im Fischkasten, der über dem Wasser befestigt war, zu verstecken. Während Chris Wenzel und Maries Mutter miteinander beschäftigt waren, brach ein Holzdübel, der den Kasten sicherte, sodass dieser im Wasser versank. Maries Rufe nach ihrer Mama wurden nicht gehört. Das kleine Mädchen ertrank. Weitere Ermittlungen ergeben, dass Heyse sechs Wochen nach dem Tod seiner Tochter von seiner Firma entlassen wurde. Seitdem ist er nie wieder auf die Beine gekommen. Es gab zudem eine unschöne Szene auf Maries Beerdigung, als Heyse Wenzel dort erblickte und davonjagte. Bei einer Vernehmung durch Fichte und Bohn, bittet Heyse darum, ihn zu seiner Frau zu lassen, sie werde erneut versuchen sich umzubringen. 
Gemeinsam fahren die drei zum Grundstück am Fluss, wo sie auf Jasmin Heyse und Krüger treffen. Heyse meint, es sei nicht so, wie man vermute, sie habe sich nur von ihrer Tochter verabschieden wollen, denn sie habe Chris Wenzel getötet. Warum habe er auch zurückkommen müssen. Mit ihm habe das Unglück doch erst angefangen. Nach einem Sturz habe sie ihn in die Kiste verfrachtet. Er habe ihre Tabletten in den Fluss geworfen, die sie doch unbedingt habe wiederhaben müssen. Schließlich sei es allein ihre Entscheidung, wann sie zu Marie gehe und nicht seine. Gerald Heyse hatte seine besinnungslose Frau gefunden, sie erst einmal ins Haus gebracht, und sodann die Sanitäter gerufen. Danach hatte er Wenzel zur Schleuse gebracht und alle Spuren beseitigt. Auf Jasmins Frage, warum, kommt die Antwort, „weil ich Dich immer noch liebe“. Da Jasmin Heyse sich in einem emotionalen Ausnahmezustand und unter Tabletteneinfluss befand, ist sie nur vermindert schuldfähig. Sie wird erst einmal in eine Klinik eingewiesen. Vielleicht bleibe ihr das Gefängnis ja erspart, sinniert Fichte.   
Nebenhandlung: Luise Bohn hat immer noch darunter zu leiden, dass sie ihren Vater Dirk Bohn, wie man ihr seitens einiger Kollegen vorwirft, ans Messer geliefert hat. Obwohl Dirk Bohn Polizist war, hat er mit einer kriminellen Rockerbande zusammengearbeitet. Die entsprechenden Kollegen lassen die junge Polizistin deutlich spüren, was sie von einer in ihren Augen „Nestbeschmutzerin“ halten.   

## Produktionsnotizen
Die Dreharbeiten für Tote trauern nicht, die unter dem Arbeitstitel Die Trauer des Mädchens erfolgten, erstreckten sich unter den vorgegebenen Corona-Arbeitsschutzauflagen vom 12. April bis zum 12. Mai 2021 und fanden in Berlin, im Spreewald und Umgebung statt. Die Redaktion der Produktion hatte der ZDF-Redakteur Pit Rampelt inne. Die Aufnahmeleitung lag bei Olaf Schwarck und Kerstin Dreßler, die Produktionsleitung bei Hartmut Damberg und die Herstellungsleitung bei Roger Daute. Im Film erklingt unter anderem der Song Where Is My Mind?, gesungen von A. A. Williams.

## Rezeption

### Einschaltquote, Veröffentlichung
Die Erstausstrahlung des von der Network Movie Film- und Fernsehproduktion GmbH produzierten Films am 28. März 2022 im ZDF wurde von 6,49 Millionen Zuschauern verfolgt, was einem Marktanteil von 22,2 Prozent entsprach.
Der Film erschien zusammen mit der vorhergehenden Folge Totentanz am 13. Mai 2022 auf DVD, herausgegeben von Studio Hamburg Enterprises. Die Serie (Folgen 1 bis 14) wird auch als Gesamtpaket herausgegeben.

### Kritik
Bei Film-Rezensionen befasste sich Oliver Armknecht mit dem Film, der „schon einigermaßen zu Herzen“ gehe, „auch wenn das alles nicht übermäßig subtil oder feinfühlig inszeniert“ worden sei. Gleichzeitig sei der Film aber auch „irgendwie langweilig“. Armknechts Fazit lautete: „Die Geschichte ist traurig, überzeugt durch eine zwar nicht subtil inszenierte, aber doch wirkungsvoll melancholische Stimmung. Als Krimi taugt das aber nicht viel.“
Wilfried Geldner meinte bei Prisma, es gebe „ein erstaunliches Wiedersehen mit Thorsten Krüger (Christian Redl), dem melancholischen Spreewald-Kommissar“. „Leicht“ werde es einem in diesem Film „allerdings nicht gemacht“. Bei „aller Geheimniskrämerei auf vielen Ebenen“ sei „der Kern der Geschichte eher schlicht“. Die Spreewald-Story finde „erst in der zweiten Hälfte ihre Balance“, da gelängen „Jan Fehse starke Thriller-Momente, weil er sich nicht auf den üblichen Spreewald-Grusel“ verlasse. „Käuzchen-Rufe und Vogelgezwitscher, Kamerafahrten auf Höhe des Wasserspiegels“ erzeugten „neben bedrohlichen Streichern Spannung“. „Wieder einmal“ werde „klar, wie sehr in anderen Krimis die Akustik vernachlässigt“ werde. Thorsten Merten agiere jetzt „als Fichte geradezu oscarverdächtig, das Verhältnis zur Neuen, Luise, pass[e] aufs Haar“.
Rainer Tittelbach befasste sich auf seiner Seite tittelbach.tv mit dem Film, dem er fünf von sechs möglichen Sternen gab. Der Kritiker wies darauf hin, dass dieser vierzehnte Spreewaldkrimi erstmals „ohne seinen maßgeblichen Erfinder und Begründer“, den Grimme-Preisträger Thomas Kirchner, habe auskommen müssen. Trotzdem scheine es, „als ob die Reihe eine sichere, erholsame Insel im reißenden Krimi-Strom“ bleibe, „eine Reihe, die das Kontemplative, die Reflexion, das Poetische, aber immer wieder auch das Politische, Historische und die Tradition“ suche „und in ihren Geschichten stets Innenwelten als Seelenlandschaften magisch und sinnlich nach außen“ kehre. Abschließend stellte Tittelbach fest: „Und wie es immer so typisch war für die Reihe, bleibt auch ‚Tote trauern nicht‘ ein Krimi-Drama, bei dem neben dem brüchigen Erzählfluss die Atmosphäre die ästhetische Hauptrolle spielt und bei dem der Hintergrund einer Tat deutlich wichtiger ist als die Frage nach dem Täter. Der ‚Spreewaldkrimi‘ bleibt also weiter spannend: anders spannend!“
Bei t-online war zu lesen, der Film beinhalte „ein zutiefst menschliches Drama“. Regisseur Fehse fange „die melancholische Stimmung mit sehr einfühlsamen Bildern ein“. Der Film, der „weniger ein Krimi“ sei, und „den Tod gleich mehrfach in den Blick“ nehme, stelle „ganz allmählich eine verschachtelte Verbindung zwischen den Toten her“. Christian Redl gebe „mit leisem Spiel einen zutiefst einsamen Mann, der sich in seiner unendlichen Trauer zu verlieren“ scheine.
Der Filmdienst sprach von einer „leichten Neuausrichtung der ‚Spreewaldkrimis‘, in der die düstere Atmosphäre jedoch weiterhin den Vortritt vor herkömmlichen Krimielementen“ habe. Weiter hieß es: „Weniger verschachtelt als in früheren Folgen und in der Bildsprache weniger erratisch, zeichnet auch dieser Film sich durch die nachdenkliche und sorgfältige Gestaltung aus. – Ab 16.“
Auch Tilmann P. Gangloff war ähnlicher Meinung wie die Kritiker zuvor. Bei evangelisch.de führte er aus, der Film treibe „ein Verwirrspiel mit verschiedenen Zeitebenen, mit Begegnungen von Lebenden und Toten. Dazwischen: bedeutungsschwere Sätze“. Der Kritiker meinte, „optisch mögen andere Spreewaldkrimis imposanter gewesen sein, aber die Bildgestaltung (Frank Blau) beweg[e] sich auch diesmal auf hohem Niveau. Die Naturaufnahmen“ seien „eindrucks- und stimmungsvoll, und gerade die oft unmerklichen Übergänge zwischen den Zeitebenen“ seien „sehr gut gelungen“.